# Яновський Віктор
Ві́ктор Яно́вський (нар. 1886 — пом. після 1932) — український військовий діяч, інженер-залізничник.

## З життєпису
Старший інспектор міністерства шляхів УНР. У 1921 році Яно́вський увійшов до складу Повстансько-партизанського штабу. у ППШ відповідав за організацію повстанських осередків на залізницях. З жовтня 1921 року Віктор Яновський — начальник цивільного управління штабу Повстанської армії генерала Юрія Тютюнника, учасник Другого Зимового походу у листопаді 1921 року у складі Волинської повстанської групи. За планами Тютюнника мав обійняти посаду міністра комунікації в новому повстанському уряді України.
На еміграції у Польщі, у 1930-х роках входив до Українського Воєнно-Історичного Товариства у Варшаві, друкував статті на військово-історичні теми у журналах «За Державність» і «Табор». Про події Листопадового рейду залишив спогади, що були надруковані у 1932 році під назвою «За Україну, за її долю».
Подальша доля Віктора Яновського залишається невідомою.